# 귀함별황자총통
귀함별황자총통(龜艦別黃字銃筒)은 대한민국의 국보로 지정되었다가 해제된 옛 국보다. 1992년 8월에 인양되어 곧바로 국보에 지정되었지만 대한민국 해군의 황동환(黃東煥) 대령이 유물 발굴단 자문위원 겸 골동품상이었던 신휴철(申休哲)의 집에서 모조품을 받아 잠수부를 써서 바다에 빠뜨린 뒤 8일 만에 인양한 모조품이라는 사실이 뒤늦게 드러나 국보에서 해제되었다. 현재 국보 274번은 결번으로 남아있다.

## 사건의 진행
귀함별황자총통은 1992년 8월 18일 오후 3시경에 경상남도 통영군(현재의 통영시) 한산면에 위치한 한산도 문어포(問語浦) 마을에서 북서쪽으로 약 460m 정도 떨어진 지점의 바다 밑에서 해군 산하 충무공 해전유물발굴단에 의해 발견되었다.
길이 89.2cm, 구경 5.9cm에 달하는 총통에는 “龜艦黃字驚敵船 一射敵船必水葬”(귀함 황자 경적선 일사 적선 필수장, 거북선의 황자총통은 적군의 배를 놀라게 하고 한 발만 쏘아도 적군의 배를 바다에 침몰시킨다)이라는 명문과 “萬曆丙申六月日造上”(만력 병신 유월일조상, 1596년(중국 명나라 만력(萬曆) 24년) 6월 제조)이라는 글자가 새겨져 있었다. 대한민국 문화부는 거북선의 존재를 입증하는 최초의 유물이라는 점을 감안하여 1992년 9월 4일에 귀함별황자총통을 국보 274호로 지정했다. 귀함별황자총통은 경상남도 창원시 진해구 앵곡동에 위치한 해군사관학교박물관에 소장되었다.
1996년 4월 광주지방검찰청 순천지청 소속 검사로 근무하던 지익상(池益相) 검사는 문화재 보호 구역 안에서 자생하는 피조개 채취 허가를 받아주는 대가로 어민들로부터 4,400여 만원을 받아 각 기관에 뿌린 혐의로 구속된 수산업자였던 홍무웅(洪武雄)을 조사하는 과정에서 “황동환 대령에게 900만 원을 뿌렸고 그 외의 관계 기관에도 돈을 뿌렸다. 얼마 지나지 않아서 황 대령으로부터 별황자총통을 가짜로 만들어 바다 속에 빠뜨린 다음에 이를 인양해서 국보로 지정했다.”라는 진술을 받아냈다. 검찰은 황동환 대령을 추궁해 황자총통이 조작되었다는 사실을 확인하는 한편 해군의 명예를 고려해 해군이 나머지 조사와 발표를 맡게 했다.
해군 검찰부는 1996년 6월 18일 국보 274호가 조작되었다고 발표했다. 성분 분석이 끝나기도 전에 국보로 지정된 점과 거북선을 가리키는 표현이 당대의 표기와 달랐는데도 문화재위원들이 명문을 보아 진품이 확실하다고 잘못 판정한 점 등이 드러나 파장이 일었다. 황동환 대령은 검찰 조사에서 “수산업자로 일하던 홍무웅을 통해 골동품상이었던 신휴철이 소유하고 있던 총통을 구입해서 바다에 빠뜨리게 하여 자신이 발굴한 것처럼 꾸몄으며 해군사관학교 박물관장을 역임했던 조성도(趙成都) 교수 또한 이 사건에 관여했다.”고 진술했다.
해군 검찰부와 광주지방검찰청 순천지청의 공조 수사 결과 황동환 대령에게 총통을 팔았던 신휴철의 집에서 제작 시기를 알 수 없는 총통 13점, 글씨를 음각하는 과정에서 사용되는 도구들이 발견되었다. 광주지방검찰청 순천지청은 피의자들의 진술과 자체 조사를 통해 신휴철이 1987년에 동료들과 함께 경상남도 의창군 내서면(현재의 창원시 마산회원구 내서읍) 중리에 15평 규모의 주물공장을 설립하고 귀함별황자총통을 비롯한 총통류 40여개, 측우기 2개, 물시계 1개, 갑옷 5~6벌, 청동 손거울 30여개, 대완구 2개, 청동 가위 10여개를 비롯한 모조 골동품을 제조한 사실을 추가로 확인했다.
문화재관리국은 1996년 8월 30일에 열린 회의를 통해 귀함별황자총통을 국보에서 해제하기로 결정했다. 문화재 전문가들은 귀함별황자총통이 가짜인 이유를 다음과 같이 판시했다.
- 귀함별황자총통에 쓰여진 명문은 임진왜란 당시에 사용된 글귀가 아니라 현대적인 글귀다. 조선 시대의 문헌에서는 거북선을 한자로 ‘귀선(龜船)’이라고 적었지만 ‘귀함(龜艦)’이라고 적은 기록은 없다. 또한 왜군에 대한 기록에서는 왜군의 배를 “적군의 배”를 뜻하는 ‘적선(敵船)’이라고 표기하지 않고 “도적”을 뜻하는 ‘적(賊)’이라고 표기했다.
- 조선 시대의 문헌에서 ‘사(射)’라는 표기는 활로 화살을 쏠 때에 사용했으며 포, 총통과 같은 화약 무기를 사용할 때에는 ‘방(放)’이라는 표기를 사용했다. 또한 조선 시대에는 ‘수장(水葬)’이라는 단어를 사용한 사례가 없다.
- 조선 시대에 제조된 현자총통은 아연 검출량이 0.05%, 함황자별자총통은 아연 검출량이 0.06%에 달하는 것에 비해 귀함별황자총통의 아연 검출량은 8.06%로 확인되었다.

## 같이 보기
- 금고 (육군박물관 소장)
- 후지무라 신이치

## 참고 문헌
- 귀함별황자총통(1596년조) - 문화재청 국가문화유산포털